# Liste der Justizminister von Sachsen-Anhalt
Dieser Artikel enthält eine Liste der Justizminister von Sachsen-Anhalt.

## Justizminister Sachsen-Anhalt (seit 1945)
| Name                                                  | Amtsantritt                                     | Kabinett              | Partei              |
| Minister für Justiz                                   | Minister für Justiz                             | Minister für Justiz   | Minister für Justiz |
| ----------------------------------------------------- | ----------------------------------------------- | --------------------- | ------------------- |
| Robert Siewert                                        | 16. Juli 1945                                   | Hübener I             | KPD/SED             |
| Erhard Hübener                                        | 3. Dezember 1946                                | Hübener II            | LDP                 |
| Erich Damerow                                         | 28. Juni 1948 10. Oktober 1949                  | Hübener II Bruschke I | LDP                 |
| Werner Bruschke                                       | 24. November 1950                               | Bruschke II           | SED                 |
| Von 1952 bis 1990 existierte kein Land Sachsen-Anhalt |                                                 |                       |                     |
| Walter Remmers                                        | 2. November 1990 4. Juli 1991 15. Dezember 1993 | Gies Münch Bergner    | CDU                 |
| Minister für Justiz und Bundesangelegenheiten         |                                                 |                       |                     |
| Walter Remmers                                        | 15. Februar 1994                                | Bergner               | CDU                 |
| Minister für Justiz                                   |                                                 |                       |                     |
| Karin Schubert                                        | 21. Juli 1994 26. Mai 1998                      | Höppner I Höppner II  | SPD                 |
| Manfred Püchel (kommissarisch)                        | 16. Januar 2002                                 | Höppner II            | SPD                 |
| Curt Becker                                           | 16. Mai 2002                                    | Böhmer I              | CDU                 |
| Angela Kolb-Janssen                                   | 24. April 2006                                  | Böhmer II             | SPD                 |
| Minister für Justiz und Gleichstellung                |                                                 |                       |                     |
| Angela Kolb-Janssen                                   | 19. April 2011                                  | Haseloff I            | SPD                 |
| Anne-Marie Keding                                     | 25. April 2016                                  | Haseloff II           | CDU                 |
| Rainer Robra (kommissarisch)                          | 6. Juli 2021                                    | Haseloff II           | CDU                 |
| Minister für Justiz und Verbraucherschutz             |                                                 |                       |                     |
| Franziska Weidinger                                   | 16. September 2021                              | Haseloff III          | CDU                 |